# Antonín Doležal
Antonín Doležal (* 20. ledna 1929 Praha) je český gynekolog a porodník, vědec a vysokoškolský profesor. Jeho profesní dráha trvá více než sedm desetiletí a zahrnuje nejen lékařskou praxi, ale i rozsáhlou publikační a pedagogickou činnost. Jeho práce často přesahují rámec medicíny a věnují se i jazykovědě a historii.
Nastoupil lékařskou praxi v době po únorové revoluci v roce 1953 na Kladně u ikonického primáře Chmelíka, a od roku 1954 pracoval na bývalé 2. gynekologicko-porodnické klinice, kde byl také svědkem jejího sloučení s 1. gynekologicko-porodnickou klinikou. Na klinice působil šedesát let a většinu času strávil ve funkci vedoucího porodnické části kliniky. Jako emeritní profesor pracoval na katedře anatomie a biomechaniky Fakulty tělesné výchovy a sportu UK.

## Biografie
Antonín Doležal se narodil 20. ledna 1929 v Praze. Matka byla sochařka a otec překladatel slovanských jazyků. Měl staršího bratra Jiřího. Již ve 12 letech se rozhodl, že se chce stát lékařem. Po maturitě na gymnáziu nastoupil na lékařskou fakultu v Praze. Během studia působil jako volontér patologicko-anatomického ústavu, demonstrátor a pomocná vědecká síla na Fysiologickém ústavu a později se stal vedoucím fyziologické laboratoře v Ústavu pro matku a dítě v Podolí. Po studiích nastoupil v roce 1953 jako sekundární lékař v kladenské nemocnici, kde nasbíral cenné zkušenosti v praktickém porodnictví a operativě. O rok později začal pracovat na gynekologicko-porodnické klinice Fakulty všeobecného lékařství UK v Praze (Zemská porodnice U Apolináře), kde se postupně stal vědeckým aspirantem (1954–1958), asistentem (1958–1975), docentem (1975–1983) a profesorem (1983). V roce 1978 získal titul doktora věd. Na gynekologicko-porodnické klinice U Apolináře působil šedesát let a většinu času strávil ve funkci vedoucího porodnické části kliniky.
Je autorem téměř dvou set odborných publikací a monografií, odborné články publikoval v prestižních amerických, německých i francouzských časopisech a přednášel na mnoha mezinárodních kongresech. Vydal také řadu populárně vědeckých knih a román Pařížský porodník. Je spoluautorem dvou patentů, např. na bezdotykový měřič chvění. Na lékařské fakultě UK působil do roku 2014, do roku 2021 byl soudním znalcem ve svém oboru a do roku 2023 působil jako pedagog na katedře anatomie a biomechaniky FTVS UK. Je držitelem mnoha domácích i zahraničních ocenění a vyznamenání, v roce 2019 obdržel medaili Za zásluhy I. stupně.
V mládí se věnoval sportu, byl aktivním členem Sokola a věnoval se atletice a horolezectví. Jeho zájem o historii a jazykovědu se promítl i do jeho literární tvorby. Léta sbírá staré lékařské nástroje a byl autorem odborných výstav z dějin porodnictví a antropologie, v pražském Národním muzeu, v Karolinu, v Pavilonu Anthropos Moravského zemského muzea v Brně, ale také v Berlíně či Bruselu. S manželkou Janou žije v Praze v Braníku. Praha 2 mu v roce 2018 udělila čestné občanství. Syn Tomáš je IT specialistou.

## Ocenění
- Stříbrná medaile Přírodovědecké fakulty KU
- medaile Hrdličkova, Traplova, Peterova, J. E. Purkyně „Pro merito“, stříbrná medaile UK, medaile Lékařské fakulty
- medaile Ministerstva zdravotnictví Čínské Lidové Republiky, čestný člen České lékařské společnosti, České gynekologické společnosti a dalších
- čestné občanství Prahy 2
- medaile Za zásluhy I. stupně

## Publikace
- přes 130 vědeckých prací z patofysiologie těhotenství a porodu
- 1952 Subserosní reliefová hysterografie, desynchronisace děložních rohů, oceněno Čs. gynekologickou společností.
- 1966 Premenstruální preabortivní syndrom
- 1968 Ethiopathogenesis of full-term infants of low birth weigth (Doležal A., Doležalová V.)

Objev vasodilatačního těhotenského fenoménu
- The phenomenon of reactive vasodilatation in pregnancy, Amer.Journ.of Obst.a.Gyn.93,1965, 1137–1145 (Doležal A., Figar Š)
- Die Reaktivität der periferen Gefässe im frühen Wochenbett, Zeitsch.f.Geb.u.Gyn.166,3, 1967, 279–284 (Doležal A., Lorenc E., Figar Š.)
- Transformation of the pregnancy reactive vasodilatation after atropine and scopolamin application, Communications in Behavioral * Biology, Part A., Vol.2, No 3, 128–135, sept.1968 (Doležal A., Figar Š., Kocna A.)

S Docentkou RNDr S.Tittelbachovou CSc. zakládá „Antropologie mateřství“
- Somatic changes in the course and as a consequence of pregnancy, Doležal A., Acta Univ.Carol. Med.1 , Vol.22,No l.2., 53–111. 1974

Měření děložního průtoku, při abdominální dekompresi. Doležal A.
- Při měření průtoku krve dělohou za kontrakce, nalezl fenomén retardace minima děložního průtoku. Doležal A.
- Abdominal decompression of the first stage of labor. On the genesis of birth pains. Journ.of the Intern. feder. of Gyn.and Obst.April 1968,33,10,739–741 (Doležal A., Lukáš, J.)
- Increase in uterine blood flow in the first stage of labor during abdominal decompression as measured with 131 IHSA. Amer.Journ.Obstet.a.Gynecol, Vol 106, No 3, 311–312, 1970

Minimum průtoku za kontrakce je až v sestupné retrakční části děložní kontrakce
- Relationship between uterine contraction and blood flow. Excerpta medica. VII.World Congress of Obstetrics and gynecology, No 279,p. 17,12–18 August, Moscow 1973 (Doležal A., Hlavatý V., Koral)
- Malformace u polytokie: The frequency and the character of malformations in multiple birth, Acta Univ.Carolinae, medica, Vol. 16, No 56, 333–375, 1970 (Doležal A., Onyskowová Z., Jedlička V.)

Po desítky let se zabýval samovolným předčasným porodem, v praktickém porodnictví navrhl šetrnou metodu klešťové operace – kývavý forceps.
O některých chybách ve vypuzovací době Česká gynekologie 1996
- Metoda relaxační sugestivní hypnotická při porodu Česká gynekologie 1997, Doležal A., Jelen
- Mechanical reaction of the frontal abdominal wall to the impact load. Doležal A. Neuroendocrinolog Letters, 24, 2003, 1, pp. 15–20.
- Leonardo da Vinci and Ketham-Kiveris vena. Neuro endocrinology letters Dec 2012
- Mikova, R., Vrkoslav, V., Hanus, R., Hakova, E., Habova, Z., Dolezal, A., Plavka, R., Coufal, P., & Cvacka, J. (2014). Newborn boys and girls differ in the lipid composition of vernix caseosa. PLOS ONE, 9(6), article number e99173. ISSN 1932-6203. IF = 3,534 (2013)
- Executions and scientific anatomy. Doležal A. Neuroendocrinology letters 2015
- Normalita v sexu. O sexualitě a lidských vztazích. Doležal A. Uherské Hradiště 2017

## Kapitoly v učebnicích
- Fyziologie těhotenství, Samovolný porod a jeho vedení, Porod koncem pánevním. Zwinger Porodnictví Galén 2004
- Historický úvod do studia porodnictví, Roztočil. Moderní porodnictví, Grada 2008
- Historický úvod do studia porodnictví, Biomechanika porodu, Roztočil, Moderní porodnictví 2.přepracované vydání, Grada 2017

## Monografie
- 1961 Etiologie samovolného předčasného přerušení těhotenství (Karolinum) Doležal A., Prvá česká monografie na toto téma.
- 1977 Antropology of maternity (Antropologia maternitatis) Karolinum (Doležal A., Gutvirth, J.) Karolinum
- 1978 Entwicklungsstufen der Mutterschaft ČsČK Doležal A.
- 1992 Phylogenetic problems of human reproduction, Acta Univer. Carol., medica, Monogr.CXLI, (Doležal A., Hellerová, Dvořáková)
- 1996 (Ne)pikantní jazykověda Grada, Doležal A.
- 1998 Technika porodnických operací, Grada, Doležal A.
- 1999 Lékařský slang a úsloví Galén, Doležal A.
- 2001 Od babictví k porodnictví, Karolinum, Doležal A.
- 2000 Právní odpovědnost a právní vztahy v porodnictví” Doležal A., Zeman, Z., Galén
- 2003 Pierre de la Ravel, pařížský porodník, Galén, historický román o vzniku vědeckého porodnictví a o francouzský revoluci. Na práci v Paříži získal stipendium.
- 2004 Zakázaná slova, Grada. Doležal A.
- 2007 Porodnické operace, Grada, Doležal A.
- 2009 Lékařský Dekameron, Grada, Doležal A.
- 2016 Kapitoly z dějin klasické anatomie (I), Karolinum, Doležal A. Převážně podle vlastních excerpcí historické literatury.
- 2017 Zakázaná slova 3.doplněné a upravené vydánání, Grada, Doležal A.
- 2018 Anatomický slovník. Původ a význam anatomické terminologie. Maxdorf, Doležal A. Etymologie cca 2800 slov s historickými synonymy
- V tisku 2.a 3. díl Kapitol dějin anatomie

## Patenty
- Doležal A., Šidák Z., 1995: Zařízení pro bezdotykové snímání pohybu, polohy a chvění. Patent č. 280281.
- Doležal A., Růžička, 1969: Zařízení pro abdominální dekompresi v porodnictví. Patent č. 135856.

## Pedagogická činnost
- Lékařská fakulta 1. LF UK a VFN
- 1960–1992 přírodovědecká fakulta – katedra antropologie vedení disertačních prací
- 1990–1995 filosofická fakulta – katedra politologie (přednášky Biologie a politika).
- Bakalářská výuka Univerzita JE Purkyně Most, Ústí nad Labem.
- Na univerzitě Alkala Heneres španělsky 1988 Cursos de verano – Antropologia de la meternidad
- Na fyziologii LF UK po desítky let přednášel a demonstroval na téma hypnóza.
- Jako pedagog současně působí na FTVS UK katedra anatomie a biomechaniky (vedoucí Doc. Dr. Jelen) – základy anatomie a kineziologie.
- Doškolování lékařů a porodních asistentek.

## Bývalé funkce
- Člen redakční rady Čsl gynekologie
- Tiskový referent lékařské společnosti JE Purkyně (vydávání lékařských časopisů)
- člen etické komise Mzd ČR
- vědecké komise l.LF UK
- doposud člen redakční rady Endocrinology Letters

## Výstavy
- Antropologie mateřství Antropos Brno 1975
- Zrození člověka Praha Karolinum 1976
- Antropologie der Mutterschaft Berlin 1978
- Europe as the Cradle of Scientific Obstetrics, Brusel 2007, Tábor 2007
- Evropa kolébka vědeckého porodnictví Národní muzeum 2009
- Národní Muzeum Smrt 2015, spoluúčast
- Muzeum hlavního města Prahy, První křik, první pláč 2017 (výstava o porodním babictví), spoluúčast